# Ammirul Emmran
Ammirul Emmran bin Mazlan (* 18. April 1995 in Singapur) ist ein ehemaliger singapurischer Fußballspieler.

## Karriere
Ammirul Emmran erlernte das Fußballspielen in der National Football Academy. Seinen ersten Profivertrag unterschrieb er am 1. Januar 2014 bei den Young Lions. Die Young Lions sind eine U23-Mannschaft, die 2002 gegründet wurde. In der Elf spielen U23-Nationalspieler und auch Perspektivspieler. Ihnen soll die Möglichkeit gegeben werden, Spielpraxis in der ersten Liga, der Singapore Premier League, zu sammeln. Für die Young Lions absolvierte er 58 Erstligaspiele. 2015 wechselte er zum Ligakonkurrenten Warriors FC. Für die Warriors stand er 32-mal in der ersten Liga auf dem Spielfeld. Von Januar 2020 bis Mitte Oktober 2020 war er vertrags- und vereinslos. Am 15. Oktober 2020 nahm ihn der Erstligist Tanjong Pagar United unter Vertrag. Hier stand er bis Ende 2021 unter Vertrag und absolvierte 21 Erstligaspiele. Die Saison 2022 spielte er beim ebenfalls in der ersten Liga spielenden Balestier Khalsa. In seiner letzten Saison als Fußballsprofi bestritt er 22 Erstligaspiele. Am Ende der Saison 2022 beendete er seine Karriere als aktiver Fußballspieler.